# Raymond Barbieri
Raymond James „Raybeez“ Barbieri (* 27. November 1961 in New York; † 11. September 1997 ebenda) war ein US-amerikanischer Sänger, Songwriter und Schlagzeuger und ein prominenter Vertreter der New-York-Hardcore-Szene.

## Leben
Barbieri begann seine musikalische Karriere 1983 als Schlagzeuger bei der New Yorker Hardcore-Band Agnostic Front. Dort stieg er bereits nach einem Jahr wieder aus und wurde Schlagzeuger bei Warzone, wo er bald auch den Posten des Sängers übernahm. Warzone war eines der Aushängeschilder des NYHC und verbreitete durch optimistische und moralische Texte sowie ein entsprechendes Auftreten den ursprünglich aus der Washingtoner Hardcore-Szene stammenden Straight-Edge-Gedanken in New York. Barbieri kam dabei als Sänger und einzig konstantem Mitglied von Warzone eine prominente Rolle zu. Auffällig war seine Bühnenarbeit: Im Gegensatz zu den Sängern anderer Bands nutzte er kaum die Bühne, sondern sang in der Regel inmitten der Fans im Zuschauerraum, sowohl um seine Aussagen direkter an den Mann zu bringen als auch um in der Szene übliche Schlägereien im Vorfeld zu unterbinden.
Nebst der musikalischen Vorreiterrolle, die er durch seine Tätigkeit in Pionierbands des NYHC ausübte, war Barbieri vor allem durch sein Engagement innerhalb der New Yorker Hardcoreszene bekannt. So organisierte er selbständig Konzerte, insbesondere für neue Bands, die er innerhalb der Szene vernetzte. Weiterhin organisierte er Ausflüge für der Hardcore-Szene zuzurechnende Kinder. Generell setzte er sich, mit Fokus auf seiner Heimatstadt New York, für die Einheit der fragmentierten Hardcore-Szene ein, die Mitte der 1980er-Jahre in den USA aus vom Punk geprägten, aus von der Skinhead-Szene geprägten und aus Straight-Edge-Jugendlichen bestand.
Barbieri war Skinhead, beeinflusst durch die britische Oi!-Szene. Da sich seit Anfang der 1980er-Jahre signifikante Teile der Skinhead-Bewegung in Richtung Rechtsextremismus und Rassismus bewegt hatten, geriet auch Barbieri in den Ruf, Anhänger rechter Tendenzen zu sein. Eine Analyse seiner Songtexte und Interviews ergibt ein uneinheitliches Bild. Einerseits wandte er sich, dem "Unity"-Gedanken der Hardcore-Szene folgend, strikt gegen jede Art der Rassendiskriminierung. Andererseits spricht aus mehreren seiner Texte ein deutlicher, US-amerikanischer Nationalismus. Einen möglichen Erklärungsansatz für dieses zwiespältige Verhalten bildet ein Interview mit Keith Burkhardt, Sänger der New Yorker Hardcore-Band Cause for Alarm, der mangelnde politische Bildung und die räumliche Distanz zum diesbezüglich deutlich anders denkenden Europa anführt:

„Der Unterschied zwischen Europa und Amerika ist der, dass die Leute bei euch politisch wesentlich gebildeter sind als bei uns. (…) Die meisten Kids in der Hardcore-Szene kommen aus der gehobenen weißen Mittelschicht der Vorstädte. Was wissen die denn über Faschismus? Das interessiert sie einfach nicht!“

## Privates
Zum Hardcore kam Barbieri, als er nach Ableistung seines Militärdienstes in der USN 1981 in der Lower East Side auf Gleichgesinnte traf, die sich in der gerade entstehenden Hardcore-Subkultur engagierten. Im Gegensatz zu den Hardcore-Szenen anderer Städte in den USA stammten die diesbezüglich aktiven Jugendlichen in New York nicht aus der Mittelschicht, sondern waren zum größeren Teil Straßenkinder, die dauerhaft oder (je nach familiärer Situation) temporär zusammen wohnten, zum Beispiel im „Apartment X“ in der Norfolk Street in der Lower East Side, in der Nähe einschlägiger Hardcore-Clubs wie dem ABC No Rio, der noch heute existiert. Zu diesem Zeitpunkt war Barbieri phencyclidinabhängig, bekam die Sucht jedoch selbständig in den Griff und propagierte fortan ein drogenfreies Leben. Neben seiner Tätigkeit als Musiker arbeitete Barbieri unter anderem im New Yorker Club „The Ritz“, als Türsteher im A7-Club sowie als Sicherheitsbeauftragter eines Hotels in Manhattan. Er starb am 11. September 1997 im Alter von 35 Jahren in einem Krankenhaus für Kriegsveteranen an einer Lungenentzündung. Sein Grab befindet sich auf dem Calverton National Cemetery. Am 12. Oktober fand im New Yorker CBGBs ein Tributkonzert zu Barbieris Ehren statt, auf dem Agnostic Front, Bouncing Souls, CIV, Gorilla Biscuits, H2O, Murphy’s Law und Sick of It All auftraten.

## Diskografie

### Mit Agnostic Front
- United Blood (EP, 1983)

### Mit Warzone
- Lower East Side Crew (EP, 1987)
- Don’t Forget the Struggle, Don’t Forget the Streets (1988)
- Open Your Eyes (1989)
- Warzone (1990)
- Live at CBGB's (EP, 1993)
- Old School to New School (1994)
- The Sound of Revolution (1996)
- Fight for Justice (1997)